# Albert Margai
Sir Albert Michael Margai (ur. 10 października 1910, zm. 18 grudnia 1980) – sierraleoński polityk i adwokat, brat premiera i szefa państwa Miltona Margai.
W 1951 był jednym z założycieli Ludowej Partii Sierra Leone, a następnie (1957) Narodowej Partii Ludowej. Sprawował urząd ministra rolnictwa (1959–1962) i ministra finansów (od 1962 do 1964). 30 kwietnia 1964 zastąpił zmarłego brata na stanowisku premiera, który to urząd sprawował do 17 marca 1967. Głosił hasła reform konstytucyjnych. W odróżnieniu od brata wyznawał katolicyzm. Chociaż Partia Ludowa oparta była na demokratycznych fundamentach, zagrażały jej pozycji w większym stopniu radykalny Kongres Ogólnoludowy oraz zniecierpliwieni dowódcy armii. Spotęgowanie się nastrojów w społeczeństwie zmusiło Alberta Margaia do wyjazdu z kraju. Od 1969 przebywał na emigracji. Osiedlił się w Wielkiej Brytanii, gdzie spędził ostatnie 13 lat życia. Zmarł podczas wizyty w Stanach Zjednoczonych.